# جامعة كلكتا
جامعة كلكتا (بالإنجليزية: University of Calcutta)‏ هي جامعة عامة، تأسست في 24 يناير 1857، في الهند، بلغ عدد طلابها 22520.